# 禊鳳英二
禊鳳 英二（みそぎどり えいじ、1943年12月10日 - 没年不明）は、北海道上磯郡木古内町出身で九重部屋（入門時は出羽海部屋）に所属した元大相撲力士。本名は佐々木 禊（ささき けい）。最高位は東前頭2枚目（1966年11月場所）。現役時代の体格は181cm、118kg。得意手は左四つ、寄り、投げ、外掛け。

## 来歴・人物
出身地の上磯郡木古内町は横綱・千代の山の出身地である松前郡福島町にほど近く、その関係で引退後、年寄・九重を襲名していた千代の山がいる出羽海部屋へ17歳の時に入門。1961年1月場所で初土俵を踏んだ。同期生には後の小結・二子岳、前頭筆頭・大竜川らがいる。なお、当初の四股名は、本名と同じ「佐々木」であった。
1965年7月場所後、21歳で十両に昇進。1966年7月場所では13勝2敗と大勝ちし、前の山と十両優勝を賭けて優勝決定戦に出場。彼との決定戦では敗れたものの、翌場所で新入幕を果たした。
新入幕場所である同年9月場所では大鵬・柏戸の両横綱らと優勝を争う大活躍を見せ、12勝3敗という好成績を残し、生涯唯一の三賞となる敢闘賞を受賞した。
翌11月場所では、自己最高位となる東前頭2枚目に躍進。初日には横綱・栃ノ海、2日目には大関・豊山、3日目には横綱・柏戸を破るなど、観客を驚かせた。だが、それ以降は黒星が重なり、4勝11敗に終わった。
1967年1月場所後、元千代の山の九重親方の独立に伴い、大関・北の冨士や十両・松前山らと共に出羽海部屋から九重部屋へ移籍。以後はしばらく、幕内中堅どころに在って活躍していた。しかし、1968年5月場所4日目、関脇・清國との一番で右股関節を負傷したため5日目より休場。2場所後、十両に陥落した。
その後は十両から幕内下位に在ったが、1969年5月場所中、今度は左大腿部を負傷してしまった。結局この2つの怪我のため、以降は番付を大きく落とし、西幕下9枚目まで下がった同年9月場所を最後に25歳という若さで廃業した。
廃業後は、和歌山県田辺市や北海道函館市、札幌市で相撲料理の店を営んだ後にサラリーマンへと転じた。
また、1980年には『週刊ポスト』に掲載された四季の花による大相撲における八百長告発手記に呼応する形で、同誌に証言を寄せた事がある。

## 主な戦績
- 通算成績：274勝249敗32休1分 勝率.524
- 幕内成績：88勝109敗13休 勝率.447
- 現役在位：52場所
- 幕内在位：14場所
- 三賞：1回
  - 敢闘賞：1回（1966年9月場所）
- 金星：2個（栃ノ海1個、柏戸1個）

### 場所別成績
| | 一月場所 初場所（東京） | 三月場所 春場所（大阪） | 五月場所 夏場所（東京） | 七月場所 名古屋場所（愛知） | 九月場所 秋場所（東京）   | 十一月場所 九州場所（福岡） |
| --- | ----------------------- | ----------------------- | ----------------------- | --------------------------- | ------------------------- | --------------------------- |
| 1961年 （昭和36年） | （前相撲）              | 東序ノ口15枚目 5–2      | 東序二段60枚目 0–2–5    | 西序二段87枚目 5–2          | 西序二段35枚目 休場 0–0–7 | 西序二段56枚目 4–3          |
| 1962年 （昭和37年） | 東序二段36枚目 5–2      | 東序二段3枚目 5–2       | 西三段目69枚目 6–1      | 東三段目16枚目 2–5          | 西三段目36枚目 4–3        | 東三段目25枚目 1–6          |
| 1963年 （昭和38年） | 東三段目51枚目 4–3      | 西三段目33枚目 5–2      | 西三段目3枚目 2–5       | 西三段目17枚目 4–3          | 西三段目4枚目 4–3         | 西幕下89枚目 5–2            |
| 1964年 （昭和39年） | 東幕下68枚目 3–4        | 東幕下70枚目 4–3        | 東幕下68枚目 4–3        | 東幕下63枚目 6–1            | 西幕下38枚目 4–3          | 西幕下34枚目 4–3            |
| 1965年 （昭和40年） | 西幕下32枚目 5–2        | 東幕下22枚目 5–2        | 東幕下9枚目 5–2         | 西幕下3枚目 5–2             | 東十両16枚目 8–7          | 東十両15枚目 8–6 (1引分)    |
| 1966年 （昭和41年） | 東十両11枚目 9–6        | 西十両4枚目 9–6         | 西十両筆頭 7–8          | 東十両2枚目 13–2            | 西前頭12枚目 12–3 敢      | 東前頭2枚目 4–11 ★          |
| 1967年 （昭和42年） | 西前頭6枚目 7–8         | 東前頭7枚目 7–8         | 東前頭8枚目 7–8         | 西前頭8枚目 8–7             | 西前頭7枚目 8–7           | 東前頭4枚目 6–9             |
| 1968年 （昭和43年） | 西前頭7枚目 6–9         | 西前頭10枚目 10–5       | 東前頭4枚目 0–5–10      | 東前頭12枚目 5–10           | 東十両4枚目 5–10          | 東十両10枚目 11–4           |
| 1969年 （昭和44年） | 東十両2枚目 8–7         | 西前頭12枚目 7–8        | 西前頭12枚目 1–11–3     | 東十両10枚目 2–13           | 西幕下9枚目 引退 0–0–7    | x                           |
| 各欄の数字は、「勝ち-負け-休場」を示す。 優勝 引退 休場 十両 幕下 三賞：敢=敢闘賞、殊=殊勲賞、技=技能賞 その他：★=金星 番付階級：幕内 - 十両 - 幕下 - 三段目 - 序二段 - 序ノ口 幕内序列：横綱 - 大関 - 関脇 - 小結 - 前頭（「#数字」は各位内の序列） |                         |                         |                         |                             |                           |                             |

### 幕内対戦成績
| 力士名 | 勝数 | 負数 | 力士名 | 勝数 | 負数 | 力士名 | 勝数 | 負数 | 力士名 | 勝数 | 負数 |
| ------ | ---- | ---- | ------ | ---- | ---- | ------ | ---- | ---- | ------ | ---- | ---- |
| 青ノ里 | 3    | 4    | 朝嵐   | 0    | 1    | 浅瀬川 | 2    | 2    | 朝登   | 0    | 1    |
| 追風山 | 2    | 0    | 扇山   | 2    | 0    | 魁罡   | 0    | 1    | 海乃山 | 1    | 2    |
| 開隆山 | 3    | 2    | 柏戸   | 1    | 1    | 北の花 | 0    | 1    | 君錦   | 1    | 0    |
| 清國   | 1    | 3    | 麒麟児 | 0    | 2    | 高鉄山 | 1    | 4    | 琴櫻   | 0    | 2(1) |
| 大豪   | 2    | 1    | 大鵬   | 0    | 1    | 大文字 | 0    | 1    | 大雄   | 2    | 8(1) |
| 大竜川 | 1    | 0    | 高見山 | 0    | 2    | 玉乃島 | 0    | 2    | 鶴ヶ嶺 | 2    | 1    |
| 天水山 | 1    | 1    | 時葉山 | 1    | 1    | 戸田   | 4    | 3    | 栃東   | 3    | 1    |
| 栃王山 | 1    | 2    | 栃ノ海 | 1    | 0    | 栃富士 | 1    | 1    | 豊國   | 2    | 4    |
| 長谷川 | 1    | 4    | 花光   | 7    | 2    | 廣川   | 1    | 5    | 福の花 | 0    | 2    |
| 富士錦 | 4    | 2    | 藤ノ川 | 2    | 2    | 二子岳 | 1    | 5    | 前の山 | 1    | 1    |
| 明武谷 | 4    | 1    | 陸奥嵐 | 1    | 1    | 豊山   | 1    | 1    | 義ノ花 | 1    | 1    |
| 龍虎   | 0    | 2    | 若杉山 | 0    | 1    | 若秩父 | 1    | 1    | 若天龍 | 2    | 3    |
| 若浪   | 5    | 6    | 若鳴門 | 1    | 0    | 若ノ國 | 2    | 0    | 若乃洲 | 1    | 1    |
| 若二瀬 | 0    | 4    | 若見山 | 6    | 0    | 若吉葉 | 1    | 3    |        |      |      |

## 改名歴
- 佐々木 英二（ささき えいじ）1961年3月場所-1965年11月場所
- 禊鳳 英二（みそぎどり　えいじ）1966年1月場所-1968年1月場所
- 禊鳳 雄二（みそぎどり　ゆうじ）1968年3月場所
- 禊鳳 雄治（みそぎどり　ゆうじ）1968年5月場所-1969年1月場所
- 禊鳳 勇次（みそぎどり　ゆうじ）1969年3月場所-同年9月場所（廃業）